# 微流星體

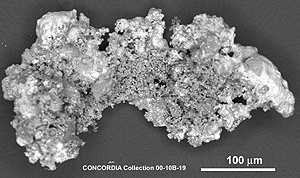
從南極的雪中收集到的微隕石。在進入地球大氣層之前是微流星體。

微流星體是微小的流星體，是在太空中的微小固體，通常質量不到1公克。微隕石是穿越地球的大氣層之後依然存在，並到達地球表面的這種物體。

## 科學的興趣
微流星體非常小，它們通常產生於太陽系誕生之際，是來自於更大塊的岩石或金屬碎片的碎裂物。微流星體在太空中是很常見的，特別是在地球的附近，普遍存在着微流星體。這些微粒對太空風化過程起到了主要作用。當它們撞擊月球或者沒有大氣層的天體（水星或小行星等）的表面時，會造成這些天體表面的熔解與蒸發，導致表土的變暗和其它的光學變化。為了更加瞭解微流星體的分佈狀態，許多太空探測器（包括月球軌道1號、月球3號、火星1號和先鋒5號）都曾經攜帶檢測微流星體的儀器設備。
在1957年，漢斯·彼德森首度對落在地球上的微流星體數量進行估計，其數值高達每年14,300,000噸。如果這是真的，那麼月球表面將覆蓋上很大深度的微流星體，需要很強的侵蝕作用才能將它們移除。在1961年，亞瑟·C·克拉克在掉落的月塵這本小說中，使這種可能性變得眾所皆知。這也造成與降落在月球上有利害關係的團體，進行一些新的研究，以便能對這種特徵有更好的了解。這包括發射幾艘旨在測量微流星體數量的太空船（飛馬衛星計畫）或直接測量月球表面塵埃的（測量員計畫）。這些結果顯示微流星塵的數量遠遠低於早些時候的估計，大約每年只有一萬到二萬噸，相對而言，月球的表面大部分都是岩石。 
由於較大的表面積對質量的比值，微流星體的軌道不像流星體那樣的穩定。落到地球的微流星體可以提供太陽星雲中有關毫米尺度加熱事件的資訊。微隕石（當它們抵達地球表面後的名稱）只能在南極等沒有地質沉積作用的地區蒐集。將冰蒐集然後讓它溶解和過濾，就能蒐集到只能在顯微鏡下看見的微隕石。
足夠小的微流星體夠進入地球大氣層而不被加熱。從1970年代開始，在高空中的飛機就開始蒐集這些微流星體，從這個時候開始，這些從同溫層收集的行星際塵埃（證實了布朗粒子的起源來自地球之外）已經成為可供地球上的實驗室研究外星物質構成的重要部分。

## 對太空船操作的影響
微流星體對太空探索有著重大威脅。它們相對於軌道上的太空船有著10Km/s（22,500mph）的相對速度，抵抗微流星體的撞擊是設計太空船和太空衣所面臨的主要挑戰（See Thermal Micrometeoroid Garment）。儘管大多數微流星體因為體積的限制，所能造成的損害有限，但數量多時仍會對太空船造成難以估計的損害。高速度的撞擊會對太空船的外殼造成類似噴砂的效果，和高度的降低，長期暴露也會危害到太空船各系統的性能。
具有極端高速度（每秒10公里）的小物體撞擊是終端彈道學目前正在研究的領域。（將物體加速到如此高的速度是很困難的；目前的技術包括線性馬達和成形裝藥）。這種高速物體的撞擊，對在太空中停留很長週期，像是衛星，的風險特別高。對理論上成本相當低的系統，像是太空電梯、軌道飛機、rotovators等系統的工程，都是設計上的重大挑戰。

## 註解
1. ↑  Pettersson, Hans. "Cosmic Spherules and Meteoritic Dust." Scientific American, Volume 202 Issue 2, February 1960, pp. 123–132.
2. ↑  Snelling, Andrew and David Rush. "Moon Dust and the Age of the Solar System." （页面存档备份，存于） Creation Ex-Nihilo Technical Journal, Volume 7, Number 1, 1993, p. 242.
3. ↑  P. Fraundorf (1980) The distribution of temperature maxima for micrometeorites decelerated in the Earth's atmosphere without melting Geophys. Res. Lett. 10:765-768.
4. ↑  D. E. Brownlee, D. A. Tomandl and E. Olszewski (1977) Interplanetary dust: A new source of extraterrestrial material for laboratory studies, Proc. Lunar Sci. Conf. 8th:149-160.
5. 1 2  Micrometeoroids and Orbital Debris (MMOD) - NASA - White Sands Test Facility, Las Cruces, NM  （页面存档备份，存于）

## 外部連結
- Melted Crumbs from Asteroid Vesta （页面存档备份，存于） article about micrometeorites collected in Antarctica in Planetary Science Research Discoveries educational journal